# Acvariu

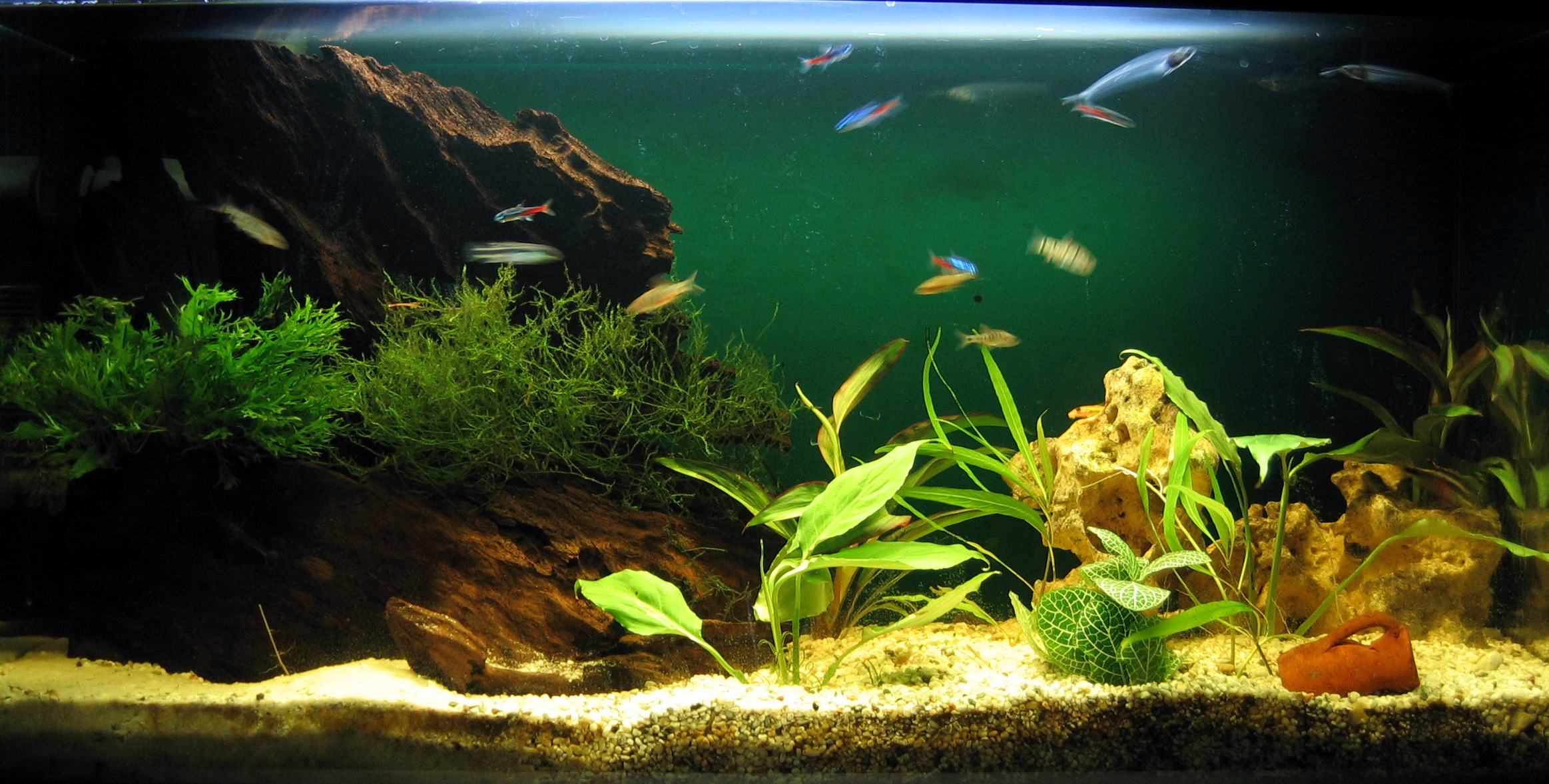
Acvariu de casă

Acvariul (în latină aquarium – rezervor de apă) este un vas de sticlă sau bazin în care se cresc animale (pești de acvariu) sau se cultivă plante acvatice. Într-un sens mai larg, este o construcție specială unde sunt ținuți în stare vie reprezentanți ai faunei și florei marine sau de apă dulce, în scopul de a-i studia sau prezenta publicului.

## Caracteristicile biotopului dintr-un acvariu

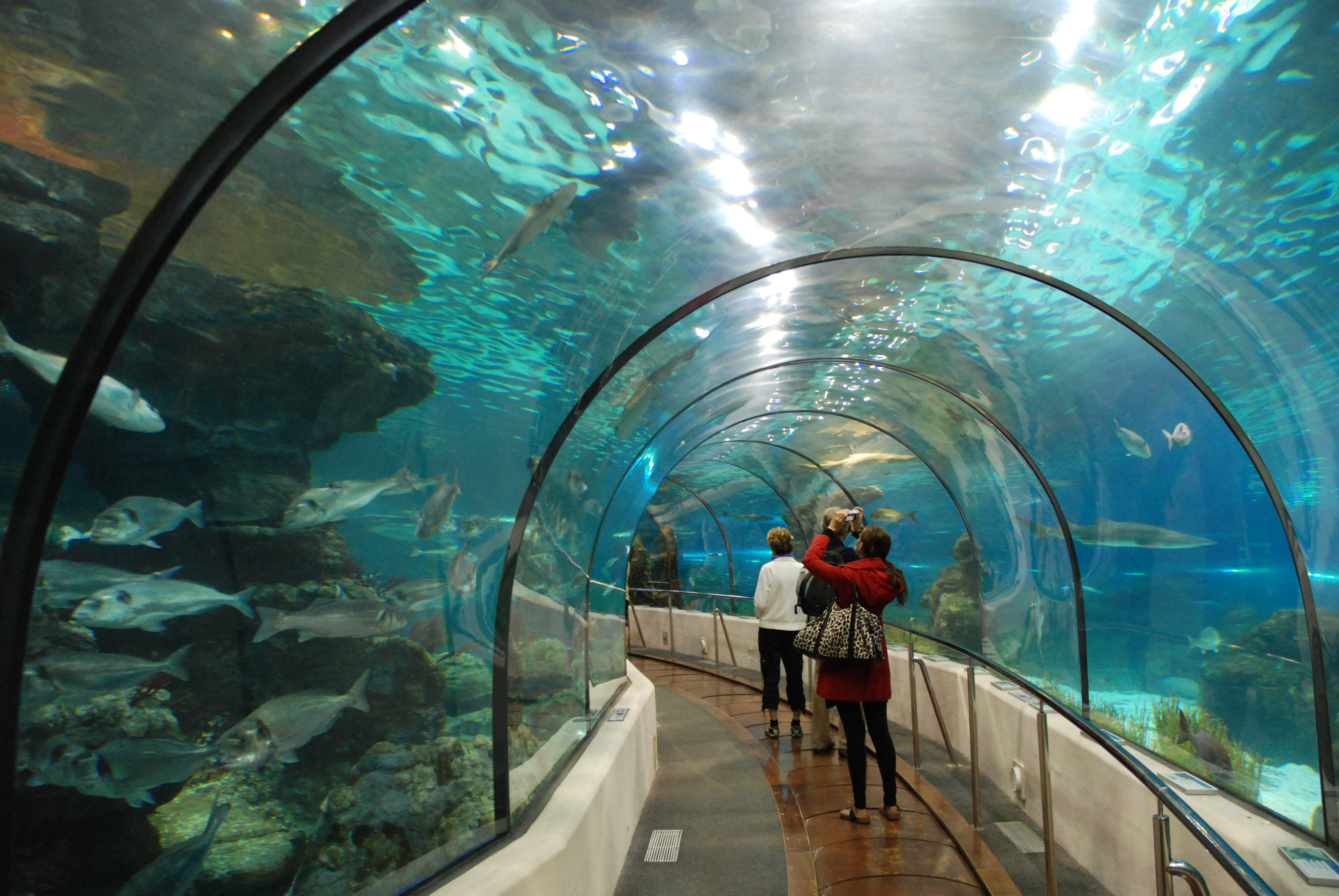
The 80-meter (260 ft) underwater tunnel in Aquarium Barcelona

Biotopul acvariului cuprinde substratul și factorii de mediu (temperatura, lumina, gazele si sărurile minerale).
Substratul este format din nisip, pietriș si masa apei. Volumul apei variază in funcție de capacitatea acvariului; aceasta depinde de necesitățile ecologice ale peștilor care îl populează. De exemplu, una-două perechi de scalari au nevoie de un acvariu cu o capacitate de 120l de apă. Alți pești – cum ar fi gripiile xifoforii, zebrele – pot fi crescuți într-un acvariu economic, cu o capacitate de 40 l de apă.
Temperatura apei variază in funcție de speciile de pești. Pentru speciile de pești iubitoare de apă caldă (de exemplu, gripiile si xifoforii), temperatura apei trebuie să fie de 18-20C, fără variații bruște. Pentru speciile iubitoare de apa rece (de exemplu carasul auriu și bibanul-soare), temperatura apei poate fi mai scăzută: 14-17 °C.
Lumina influențează atât creșterea și dezvoltarea plantelor cât și activitatea peștilor. Acvariul trebuie așezat în imediata apropiere a ferestrei; în lipsa luminii naturale, trebuie iluminat cu un bec. Pentru ca lumina să ajungă la plante, pereții acvariului trebuie să fie curați, iar apa clară, transparentă.
Gazele și sărurile minerale sunt dizolvate în apă. Oxigenul și dioxidul de carbon provin in cea mai mare măsura din procesele fiziologice (respiratie, hrănire) ale organismelor din acvariu. O parte din gaze provin din schimburile cu atmosfera înconjurătoare, realizate prin spațiul rămas liber între capacul și rama acvariului.
Într-un acvariu nu se pot asocia decât pești cu aceleași necesități față de cantitatea de oxigen. De exemplu, guppy și xifo sunt puțin pretențioși la cantitatea de oxigen din apă, în timp ce scalarii au nevoie de o cantitate mai mare de oxigen.

## Componentele biocenozei dintr-un acvariu
Biocenoza din acvariu, asemenea celei din bălți, cuprinde organisme microscopice (componenta microscopică) si macroscopice (componenta macroscopică).
Organismele microscopice se dezvoltă pe pereții acvariului, pe plantele superioare și in masa apei.
Algele verzi formează colonii în forma de stele, lanțuri, evantaie. În acvariu mai trăiesc: bacterii, euglene, parameci, purici de apă.
Hidrele pot ajunge în acvariu cu ocazia administrării de hrană vie, recoltata din bălți. Odată pătrunse in acvariu, hidrele se înmulțesc rapid, prin înmugurire, invadând pereții, substratul și plantele. Pentru a nu deveni dăunătoare, hidrele trebuie înlăturate din acvariu.
Pielița vie (bioderma) observată pe plantele de baltă este prezentă și pe plantele din acvariu.
Organismele macroscopice (vizibile cu ochiul liber) sunt reprezentate de plantele superioare, precum: ciuma-apelor, brădițul, sârmulița, cu rădăcini fixate în substratul de nisip, lintița, cu rădăcini scurte si libere, plutind la suprafața apei.
La adăpostul vegetației își duc viața numeroase animale: pești, melci, larve de insecte etc. Acest lucru este explicabil căci, pe lângă hrana și adăpost, animalele găsesc oxigenul eliminat de plante in procesul lor de fotosinteză. Plantele, la rândul lor, folosesc în același proces dioxidul de carbon provenit prin respirația animalelor. Dintre peștii de acvariu, unii de o frumusețe rară, amintim Scalarul, Xifoforul, Bibanul Pitic și Soare, etc. Unele specii tropicale foarte rare și scumpe au nevoie de un biotop special, adecvat climatului cald, și de anumite plante care le asigura existența fără probleme.
Acvariul este un univers în sine, iar cei care au unul știu că te extrage din grijile cotidiene și te inserează într-o lume calmă și frumoasă.